# Rehnidium verutum
Rehnidium verutum är en insektsart som beskrevs av Grant Jr., H.J. 1956. Rehnidium verutum ingår i släktet Rehnidium och familjen torngräshoppor. Inga underarter finns listade i Catalogue of Life.